# Banova Jaruga
Banova Jaruga je naselje u Sisačko-moslavačkoj županiji, smješteno 12 km od grada Kutine. U njemu živi oko 750 stanovnika. Po veličini je peto naselje na teritoriju Grada Kutine.
Nalazi se na raskrižju tri važna prometna pravca, od kojih jedan vodi za Kutinu i dalje prema Zagrebu, drugi prema Pakracu i Lipiku, a treći prema Novskoj i dalje prema Sl. Brodu. Osim za cestovni, Banova Jaruga je vrlo važna i za željeznički promet jer se preko pruge Virovitica - Banova Jaruga ostvaruje veza Virovitičko-podravske, Požeško-slavonske i Bjelovarsko-bilogorske županije sa Zagrebom na jednoj i prema Vinkovcima na drugoj strani (paneuropskog željezničkog koridora X). U mjestu je jezero Banova Jaruga.

## Stanovništvo
| broj stanovnika | 294   | 311   | 315   | 485   | 611   | 666   | 600   | 684   | 639   | 655   | 708   | 720   | 719   | 743   | 748   | 665   | 605   |
|                 | 1857. | 1869. | 1880. | 1890. | 1900. | 1910. | 1921. | 1931. | 1948. | 1953. | 1961. | 1971. | 1981. | 1991. | 2001. | 2011. | 2021. |

## Obrazovanje
- OŠ Banova Jaruga, od 2007. godine uključena je u Međunarodni program odgoja i obrazovanja za okoliš – projekt Udruge Lijepa naša

## Šport
- NK Strijelac Banova Jaruga (2. ŽNL Sisačko-moslavačka, NS Kutina ("Moslavačka nogometna liga"), 2008./09.) *
- ŠRD Linjak Banova Jaruga

## Vanjske poveznice
- OŠ Banova Jaruga